# Maigret und seine Skrupel (Hörspiel, 1959)
Maigret und seine Skrupel ist ein Hörspiel nach dem Kriminalroman Maigret hat Skrupel (1958) des belgischen Schriftstellers Georges Simenon, das 1959 vom Südwestfunk mit Leonhard Steckel in der Titelrolle nach der Übersetzung von 1959 durch Hansjürgen Wille realisiert wurde. Die Bearbeitung erfolgte durch Gert Westphal, der auch Regie führte. Zwei Jahre später erfolgte auf der Grundlage dieser Bearbeitung eine nahezu identische Hörspielproduktion des Bayerischen Rundfunks unter der Regie von Heinz-Günter Stamm, mit Paul Dahlke in der Titelrolle und einer grundlegend anderen Besetzung.
Maigret hat von Anfang in diesem „auf dem Kopf gestellten Fall“ Gewissensbisse, da er die offenbarten Motive bereits vor der eigentlichen Tat kennenlernt und sie im ersten Moment aus Zerstreutheit nicht ernst nehmen möchte. Als er die dahinterstehenden Verquickungen erkennt, ist es jedoch für die Verhinderung des eigentlichen Verbrechens, das quasi in doppelter Hinsicht „den Falschen“ trifft, zu spät.

## Inhalt

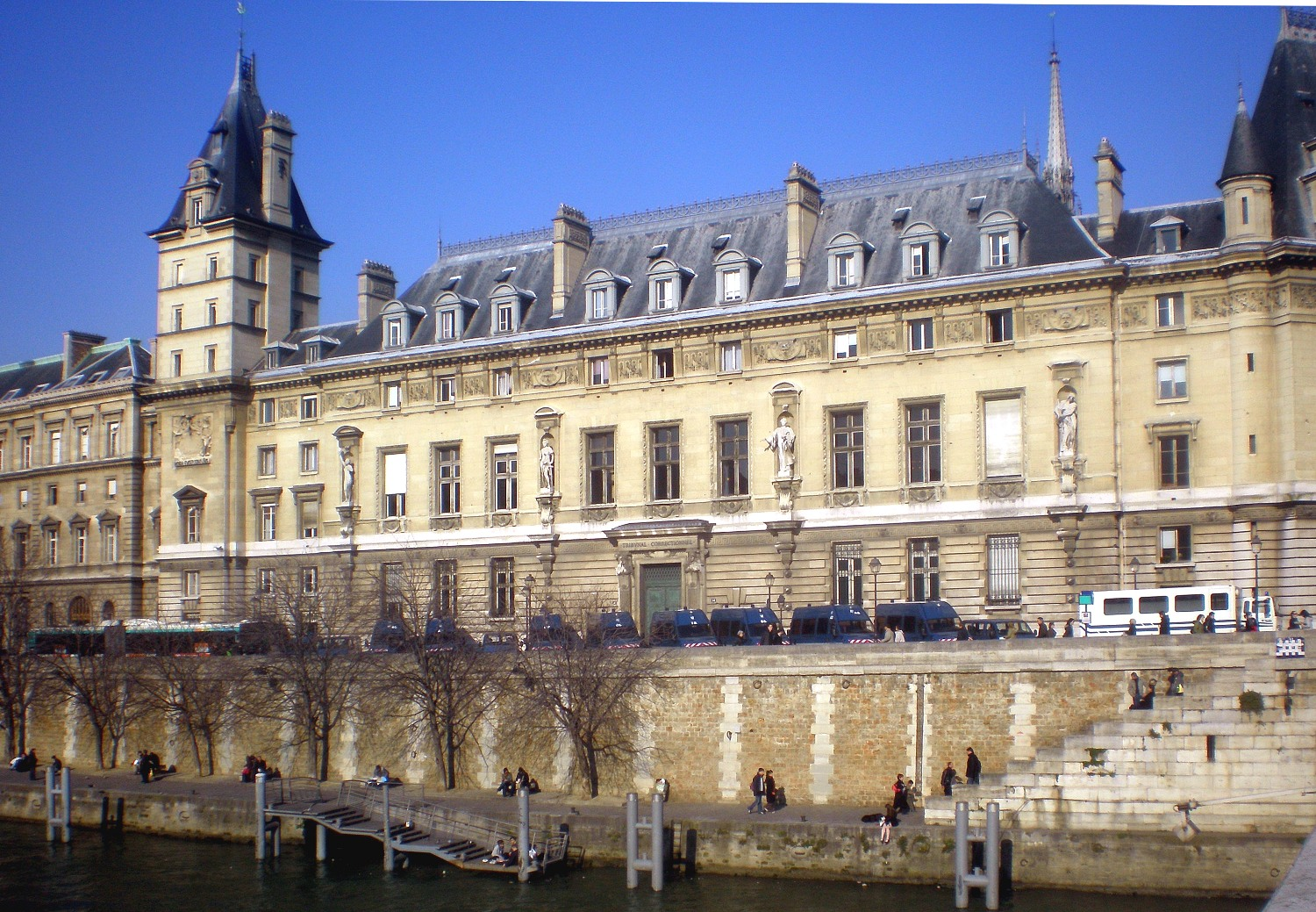
Quai des Orfèvres, von der Seine aus gesehen

Das Hörspiel spielt Anfang Januar in Paris. An einem späten Nachmittag vertreiben sich Maigrets Kollegen im Quai des Orfèvres in Ermangelung die Langeweile mit Kartenspielen. Kommissar Maigret hingegen ist durch ein Telefonat mit dem Hausarzt seiner Ehefrau, Dr. Pardon, abgelenkt, obwohl ihn dieser mit seiner Diagnose – einer leichten Diät wegen Kreislaufschwankungen – beruhigen kann.
Da erhält er unerwarteten Besuch von einem gutgekleideten Herrn von Mitte 40 mit Vornamen Xavier (in der „bayrischen“ Fassung Xaver). Weil der Kommissar zunächst kaum zuhört und er den Anmeldezettel seiner Beamten verloren hat, fehlt Maigret dessen Nachname, was die folgenden Ermittlungen verzögert. Xavier stellt sich als 1. Verkäufer in der Spielwarenabteilung und Experte auf dem Gebiet der Elektrischen Eisenbahnen des Kaufhauses Louvre vor. Der überaus nervöse Mann, dessen Ausführungen von ständigem Fingerschnipsen wie von einem Tourette-Syndrom begleitet sind, berichtet von seiner Vermutung, dass seine Ehefrau ihn mit Zinkphosphid vergiften wolle und spekuliert selbst, dass sie es aus einer Geistesverwirrung heraus unternehmen wolle. Er selbst sei aber nachweisbar nicht geisteskrank, wie ihm sein auf Veranlassung seiner Frau unternommener Besuch bei dem Neurologen Dr. Steiner bestätigt habe. Dennoch verzichtet er auf eine Anzeige. Als Maigret kurz das Büro wegen des Besuchs eines Kollegen aus den Vereinigten Staaten verlassen muss, entfernt sich sein Besucher.

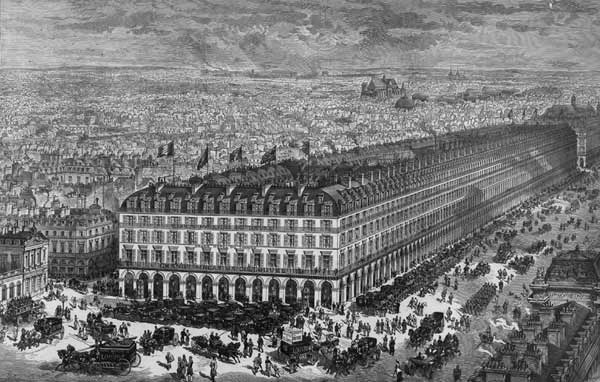
Das Grands Magasins du Louvre in Paris, Arbeitsplatz Xavier Martons. Hier eine „gestreckte“ Darstellung von 1877.

Daraufhin bekommt der Polizeikommissar Gewissensbisse wegen seiner Versäumnisse und versucht vergeblich über einen Telefonanruf bei diesem Neurologen mehr zu erfahren. Aber mehr als den Nachnamen Marton gibt der äußerst reservierte Mediziner, der sich auf die ärztliche Schweigepflicht beruft, nicht preis.
Zu Maigrets Überraschung erscheint nur kurz darauf die Ehefrau seines Besuchers, Gisèle Marton, eine elegante, selbstsichere Erscheinung mit Krokodillederschuhen, entsprechender Handtasche und Pelzmantel, die in ihrer beherrschten Art das genaue Gegenteil ihres Mannes präsentiert. Die Teilhaberin des mondänen Miederwarengeschäfts Harris in der Rue Saint-Honoré in der Nähe des Jardin des Tuileries war ihrem Mann offenbar gefolgt und sagt Maigret auf den Kopf die Verdächtigungen ihres Mannes zu. Sie spielt die Situation herunter und stellt das Ganze quasi als Bestandteil einer seelischen Zerrüttung dar. Diese sei ausgelöst worden durch die berufliche Überlastung, den Konkurrenzdruck durch einen aufstrebenden jungen Verkäufer und den allmählich sich manifestierenden Verfolgungswahn oder Neurasthenie ihres Mannes. Das Zinkphosphid erklärt sie mit der in den Hinterhöfen ihres Geschäfts auftretenden Rattenplage. Da nun selbst in ihrer Wohngegend in der Avenue de Châtillon Ratten aufgetaucht seien, habe sie ein Fläschchen davon zuhause aufbewahrt. Auch sie verzichtet darauf, weitere Schritte zu veranlassen, während Maigret in einem zusätzlichen Dilemma steckt. In welchen Richtung soll er ermitteln, da er im eigentlichen Sinne keinen Fall hat?
Zumindest kann er nach den Bemühungen bei seinen Vorgesetzten wie dem Polizeichef und dem Generalstaatsanwalt neben dem versierten Inspektor Janvier noch den jungen Kollegen Lapointe auf den „Fall“ ansetzen, die aufschlussreiche neue Details hervorbringen. Im Haushalt der Martons lebt zusätzlich die jüngere Schwester Gisèles, Jenny, eine junge Witwe, deren Mann, ein amerikanischer Ingenieur, bei einem Betriebsunfall ums Leben kam. Diese Jenny ist im Gegensatz zu ihrer reservierten Schwester eine äußerst attraktive und offene junge Dame, die laut Janvier jeden Mann sofort für sich entflammen und aufgrund ihrer ganzen Art den Beschützerinstinkt wecken würde. Tatsächlich scheinen sowohl Monsieur Marton als auch seine junge Schwägerin einander zugetan zu sein. Madame Marton hat zudem ein Verhältnis mit ihrem Teilhaber, Maurice Torrence, der wie sie einst im Grands Magasins du Louvre gearbeitet hatte. Außerdem haben beide seit zwölf Jahren verheiratete Ehepartner eine hohe, gegenseitige Lebensversicherung abgeschlossen.
Um die Frage zu klären, ob Monsieur Marton tatsächlich unter psychischen Störungen leidet, liest Maigret im Beisein seiner Frau ein Klinisches Handbuch, doch angesichts der Realität seines Falles stellt er fest, dass dieses ihm da überhaupt nicht weiterhelfen könne. Enerviert legt er das Buch weg.
Als Marton erneut Maigret am Quai des Orfèvres aufsucht und ihn dieser mit seinen Überlegungen konfrontiert, leugnet er nicht seine Gefühle gegenüber seiner Schwägerin, die so anders sei als seine Ehefrau, die so sei wie die meisten Frauen, die er kennengelernt hab: kalt, herrsch- und geldsüchtig sowie karrierebesessen. Außerdem gibt er seine Absicht zu, Gisèle mit einem versteckten Revolver zu erschießen, falls er rechtzeitig bemerkt, dass sie ihm das Rattengift verabreicht. Gisèle hingegen entgegnet dem Kommissar kalt, dass sie sich sehr wohl zu wehren wisse.

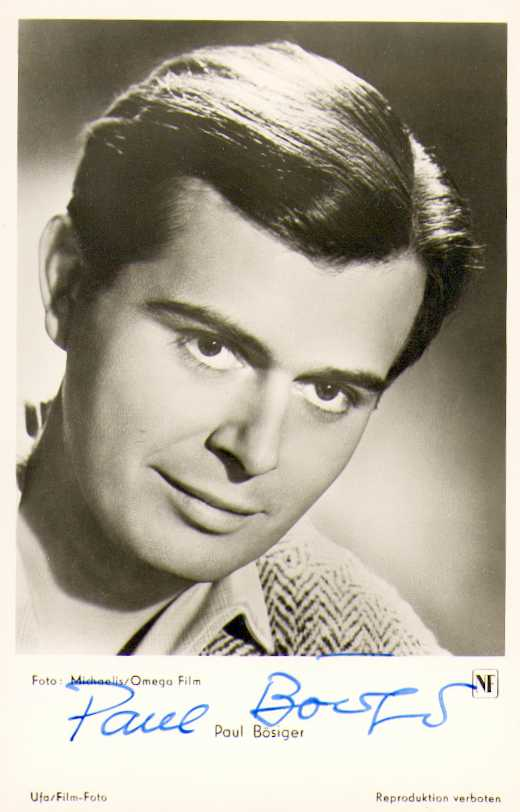
Der Schweizer Schauspieler Paul Bösiger sprach 1959 die Hauptrolle des Xavier Marton in Maigret und seine Skrupel

Am nächsten Morgen erhält Maigret in aller Frühe einen Anruf: Xavier Marton wurde vergiftet in seiner Wohnung tot aufgefunden. Auch seine Ehefrau hat in der Nacht mit Vergiftungserscheinungen zu kämpfen, aber sich lediglich heftig erbrechen müssen. Während sie ihren Mann im Wohnzimmer auf den Boden liegend fand, die Hand noch an der Waffe, aber unfähig ihn gegen sie zu erheben, zog Gisèle sich einfach ins Schlafzimmer zurück, um ihn dort sterben zu lassen. Da Jenny trotz des fraglichen Lärms in Panik und mit offensichtlichen Schuldgefühlen in ihrem Zimmer bis zum Eintreffen der Polizei verblieb, kommt Maigret zu der Entscheidung Jenny wegen des Mordversuchs an ihrer Schwester Gisèle und der Tötung ihres Schwagers zu verhaften:
Jenny hatte Gisèle mit einer tödlichen Dosis des Zinkphospids im Abendtee umbringen wollen, um Xaver von seiner Fessel zu erlösen. Dieser hatte jedoch selbst seine Ehefrau umbringen wollen, indem er eine leichte Dosis, die für ihn selbst bestimmt war, in ihre Tasse füllte. Da beide Ehepartner schon zwanghaft die Tassen kurz vor dem Trinken vertauschen würden, hätte nun er die leicht vergiftete Tasse, könnte in der Nacht nachvollziehbar die Vergiftungserscheinungen vorzeigen und damit in vermeintlicher Notwehr seine Frau erschießen, womit die vorangegangenen Besuche bei Maigret ihren Sinn erfüllt hätten. Das Eingreifen seiner Schwägerin hatte ihn jedoch getötet, während nun seine Ehefrau schuldfrei aus der Sache hervorgeht.
Maigret hat zwar immer noch gewisse Skrupel, da die einzige Person, sprich Gisèle, der er einen kaltblütigen Mord in dieser Angelegenheit zugetraut hätte, straffrei und erfolgreich bleibt, während er die naive Schwester für den irrtümlichen Mord an ihrem Geliebten verhaften muss. Aber trotz aller Unzufriedenheit erklärt er den Fall nach Rechtslage für abgeschlossen.

## Andere Ausgaben
- Maigret und seine Skrupel. BR, Regie: Heinz-Günter Stamm, Bearbeiter: Gert Westphal, Übersetzung: Hansjürgen Wille; mit Paul Dahlke in der Titelrolle. Der Audio Verlag, Auflage: Sonderausgabe 2005, ISBN 978-3898133906.
  - Die anderen Hörspiele der Sonderausgabe waren Maigret und der gelbe Hund und Maigret und die Bohnenstange.

## Vorlagen
Die Romanvorlage entstand vom 9. bis zum 16. Dezember 1957 in Echandens, Das Werk vom 23. Mai bis zum 17. Juni 1958 in 22 Ausgaben der Tageszeitung Le Figaro vorabveröffentlicht, ehe die Buchausgabe schließlich im Juni des Jahres im Verlag Presses de la Cité erschien. Die erste deutsche Übersetzung von Hansjürgen Wille und Barbara Klau veröffentlichte 1959 der Verlag Kiepenheuer & Witsch. 1986 publizierte der Diogenes Verlag eine Neuübersetzung von Ingrid Altrichter im Sammelband Weihnachten mit Maigret.
- Georges Simenon: Les Scrupules de Maigret. Presses de la Cité, Paris 1958 (Erstausgabe).
- Georges Simenon: Maigret hat Skrupel. Übersetzung: Hansjürgen Wille, Barbara Klau. Kiepenheuer & Witsch, Köln 1959.
- Georges Simenon: Maigret hat Skrupel. Übersetzung: Hansjürgen Wille, Barbara Klau. Heyne, München 1966.
- Georges Simenon: Maigret hat Skrupel. In: Weihnachten mit Maigret. Übersetzung: Ingrid Altrichter. Diogenes, Zürich 1986, ISBN 3-257-01729-4.
- Georges Simenon: Maigret hat Skrupel. Sämtliche Maigret-Romane in 75 Bänden, Band 52. Übersetzung: Ingrid Altrichter. Diogenes, Zürich 2009, ISBN 978-3-257-23852-5.

## Hintergrund

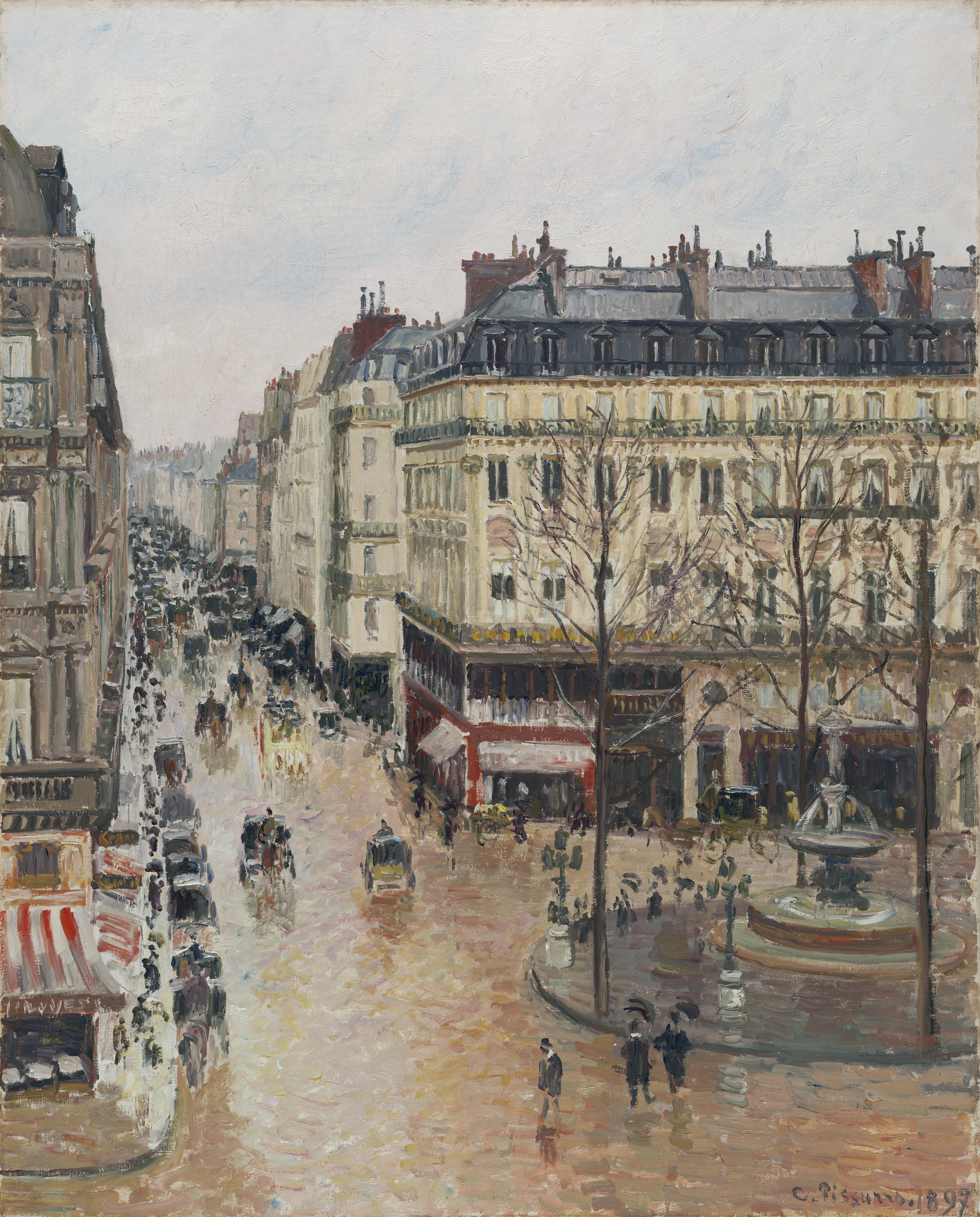
Camille Pissarro: Straßenzug der Rue Saint-Honoré, 1897

Auf Willes Übersetzung und Gert Westphals Bearbeitung basierten beide deutschsprachigen Hörspieladaptionen von 1959 und 1961, die von unterschiedlichen Radiosendern und Sprechern eingespielt wurden. Letztere Fassung war mit Dahlke, Rolf Boysen und Wolfgang Büttner prominenter besetzt und ist bis heute die einzige, die auf Tonträger erhältlich ist, da sie der Audio Verlag 2005 in einer Sonderauflage zusammen mit vier anderen Maigret-Hörspielen neu veröffentlichte.

## Rezension
Im Zusammenhang mit den Hörspieladaptionen wurde die zugrunde liegende Ruhe der beschriebenen Fälle gelobt: „Das Reizvolle an Simenons Werken ist die Ruhe, die sie ausstrahlen. Simenon hat nie Action-Krimis geschrieben. Der Erzählstil gleicht einem langsam fließenden Fluss. Hier haben die handelnden Personen genug Zeit, sich vor den Augen des Lesers nachvollziehbar zu entwickeln.“
„Man könnte diesen Fall banal finden und gleichzeitig gewollt kurios: Der Mann, der Angst vor seiner Frau hat, die Frau, die tags darauf ihren Mann beschuldigt, das ist der lustige Teil. Und die Entfremdung des Ehepaares, seit die Frau den Erfolg hat, der dem Mann versagt bleibt, wäre das banale Element. Nur dass Simenon noch immer mit dem Leser spielt, indem er ihm äußerst suggestive Gestalten vor die Nase setzt, die man zu verstehen glaubt, bis dann doch die Abgründe aufscheinen.“